# ثالبيوس 22503
 ثالبيوس 22503 أو الكويكب 22503، التعين المؤقت له  الكويكب 1997TB12. هو كويكب من كويكبات طروادة ينتمي إلى كويكبات معسكر الإغريق اكتشف في سنة 1997. اشتق اسم هذا الكويكب من اسم إحدى الشخصيات الإغريقية في ملحمة الإلياذة لهوميروس.
كباقي كويكبات معسكر الإغريق يقع مداره في النقطة L4 من نقاط لاغرانج وفق نظام الشمس - المشتري. يبلغ القدر المطلق لهذا الكويكب 12.1 ونصف المحور الرئيسي لمداره 5.229 وحدة فلكية. وقد تم رصده 14 مرة حتى شباط/فبراير 2013. الإشارة المرجعية له وفق الملحق الدوري لمدارات الكويكبات هي MPO250433‏